# 緑泉駅
緑泉駅（ろくせんえき）は、北海道芦別市緑泉町にあった三井芦別鉄道の駅（廃駅）である。廃駅後、1981年時には民家として使用されている。

## 歴史
- 1945年（昭和20年）12月15日 : 西芦別駅（後の三井芦別駅） - 頼城駅間延伸にともない開業[3]。一般駅。
- 1949年（昭和24年）1月20日 : 地方鉄道（三井鉱山芦別鉄道）に転換[3]。
- 1960年（昭和35年）10月1日 : 三井芦別鉄道に移管。
- 1972年（昭和47年）6月1日 : 旅客取り扱い廃止[3]。
- 1989年（平成元年）3月26日 : 廃止。[4]

2018年現在も民家として使用されている
現在
2022年6月時点で、駅舎は残っていない。隣接する石造りのバス停待合室が目印。駅周辺には駅前の舗装（国道452号沿い）路盤跡、踏切跡が残っている

## 隣の駅
三井芦別鉄道
三井芦別鉄道線
幸町停留場 - 緑泉駅 - 西町アパート前停留場